# Michal Ivan
Pour les articles homonymes, voir Ivan.
Michal Ivan (né le 18 novembre 1999 à Žiar nad Hronom en Slovaquie) est un joueur professionnel slovaque de hockey sur glace. Il évolue au poste de défenseur.

## Biographie

### Carrière en club
Formé au HKm Zvolen, il commence sa carrière en senior dans l'Extraliga slovaque en 2015. Il est choisi par le Titan d'Acadie-Bathurst au premier tour, en trente-huitième position lors de la sélection européenne 2017 de la Ligue canadienne de hockey. Il part alors en Amérique du Nord et évolue dans la Ligue de hockey junior majeur du Québec. L'équipe remporte la Coupe du président et la Coupe Memorial 2018. En 2019, il passe professionnel avec le HC Dynamo Pardubice dans l'Extraliga tchèque. Il ajoute à son palmarès l'Extraliga slovaque 2021 avec le HKm Zvolen.

### Carrière internationale
Il représente la Slovaquie au niveau international. Il prend part aux sélections jeunes. Il participe à son premier championnat du monde senior en 2021.

## Statistiques

### En club
| Saison    | Équipe                      | Ligue              |    | Saison régulière | Saison régulière | Saison régulière | Saison régulière | Saison régulière |   | Séries éliminatoires | Séries éliminatoires | Séries éliminatoires | Séries éliminatoires | Séries éliminatoires |
| Saison    | Équipe                      | Ligue              | PJ | B                | A                | Pts              | Pun              | PJ               | B | A                    | Pts                  | Pun                  |                      |                      |
| 2015-2016 | HKm Zvolen                  | Extraliga slovaque | 14 | 0                | 0                | 0                | 8                | -                | - | -                    | -                    | -                    |                      |                      |
| 2016-2017 | HKm Zvolen                  | Extraliga slovaque | 46 | 0                | 5                | 5                | 14               | 5                | 0 | 0                    | 0                    | 2                    |                      |                      |
| 2017-2018 | HKm Zvolen                  | Extraliga slovaque | 4  | 0                | 0                | 0                | 2                | -                | - | -                    | -                    | -                    |                      |                      |
| 2017-2018 | Titan d'Acadie-Bathurst     | LHJMQ              | 48 | 3                | 14               | 17               | 12               | 20               | 1 | 2                    | 3                    | 8                    |                      |                      |
| 2018-2019 | Titan d'Acadie-Bathurst     | LHJMQ              | 29 | 3                | 9                | 12               | 15               | -                | - | -                    | -                    | -                    |                      |                      |
| 2018-2019 | Voltigeurs de Drummondville | LHJMQ              | 25 | 1                | 3                | 4                | 2                | 16               | 0 | 6                    | 6                    | 6                    |                      |                      |
| 2019-2020 | HC Dynamo Pardubice         | Extraliga tchèque  | 36 | 1                | 1                | 2                | 6                | -                | - | -                    | -                    | -                    |                      |                      |
| 2020-2021 | HKm Zvolen                  | Extraliga slovaque | 42 | 2                | 7                | 9                | 14               | 14               | 2 | 4                    | 6                    | 4                    |                      |                      |
| 2021-2022 | HC Bílí Tygři Liberec       | Extraliga tchèque  | 56 | 5                | 8                | 13               | 12               | 10               | 0 | 0                    | 0                    | 2                    |                      |                      |
| 2022-2023 | HC Bílí Tygři Liberec       | Extraliga tchèque  | 33 | 2                | 5                | 7                | 2                | 10               | 0 | 2                    | 2                    | 0                    |                      |                      |
| 2023-2024 | HC Bílí Tygři Liberec       | Extraliga tchèque  | 51 | 5                | 9                | 14               | 16               | 9                | 0 | 3                    | 3                    | 0                    |                      |                      |

### En équipe nationale
| Année | Équipe            | Compétition                  |   | PJ | B | A | Pts | Pun | +/-      |  | Résultat |
| 2016  | Slovaquie -18 ans | Championnat du monde -18 ans | 5 | 0  | 0 | 0 | 0   | -1  | 5e place |  |          |
| 2017  | Slovaquie -18 ans | Championnat du monde -18 ans | 5 | 0  | 1 | 1 | 4   | +4  | 6e place |  |          |
| 2018  | Slovaquie junior  | Championnat du monde junior  | 5 | 0  | 1 | 1 | 0   | +1  | 7e place |  |          |
| 2019  | Slovaquie junior  | Championnat du monde junior  | 5 | 1  | 3 | 4 | 2   | +1  | 8e place |  |          |
| 2021  | Slovaquie         | Championnat du monde         | 2 | 0  | 0 | 0 | 2   | -2  | 8e place |  |          |
| 2022  | Slovaquie         | Championnat du monde         | 8 | 0  | 2 | 2 | 2   | +3  | 8e place |  |          |
| 2023  | Slovaquie         | Championnat du monde         | 7 | 0  | 2 | 2 | 2   | +1  | 9e place |  |          |
| 2024  | Slovaquie         | Championnat du monde         | 8 | 1  | 1 | 2 | 0   | +1  | 7e place |  |          |